# Campane tubolari
Le campane tubolari sono uno strumento musicale idiofono a percussione diretta e a suono determinato.

## Descrizione
Si tratta di una serie di "campane", lunghe barre metalliche cave (solitamente, tubi di ottone o altro metallo), appese verticalmente a circa uno o due metri di altezza, che si accordano modificando la lunghezza. Sono normalmente suonate colpendole con un martello speciale, a testa di cuoio grezzo o di plastica, nella parte superiore del tubo, il che può rendere necessario un piano per il percussionista. La loro origine è europea e di invenzione moderna. L'estensione è nel registro medio-acuto.
Nelle orchestre sinfoniche simulano il suono delle campane da chiesa. Sono utilizzate in composizioni sinfoniche, come la  Sinfonia fantastica di Berlioz, l'Ouverture 1812 di Čajkovskij o la Nona sinfonia di Mahler, ma anche nella musica contemporanea e popolare.

## Curiosità
Tubular Bells (Campane tubolari) è un album di Mike Oldfield pubblicato nel 1973 da cui è stato tratto il tema d'apertura della colonna sonora del film L'esorcista.